# Pseudotropheus flavus
Pseudotropheus flavus é uma espécie de peixe da família Cichlidae.
É endémica do Malawi.
Os seus habitats naturais são os lagos de água doce.